# Mk45 (魚雷)

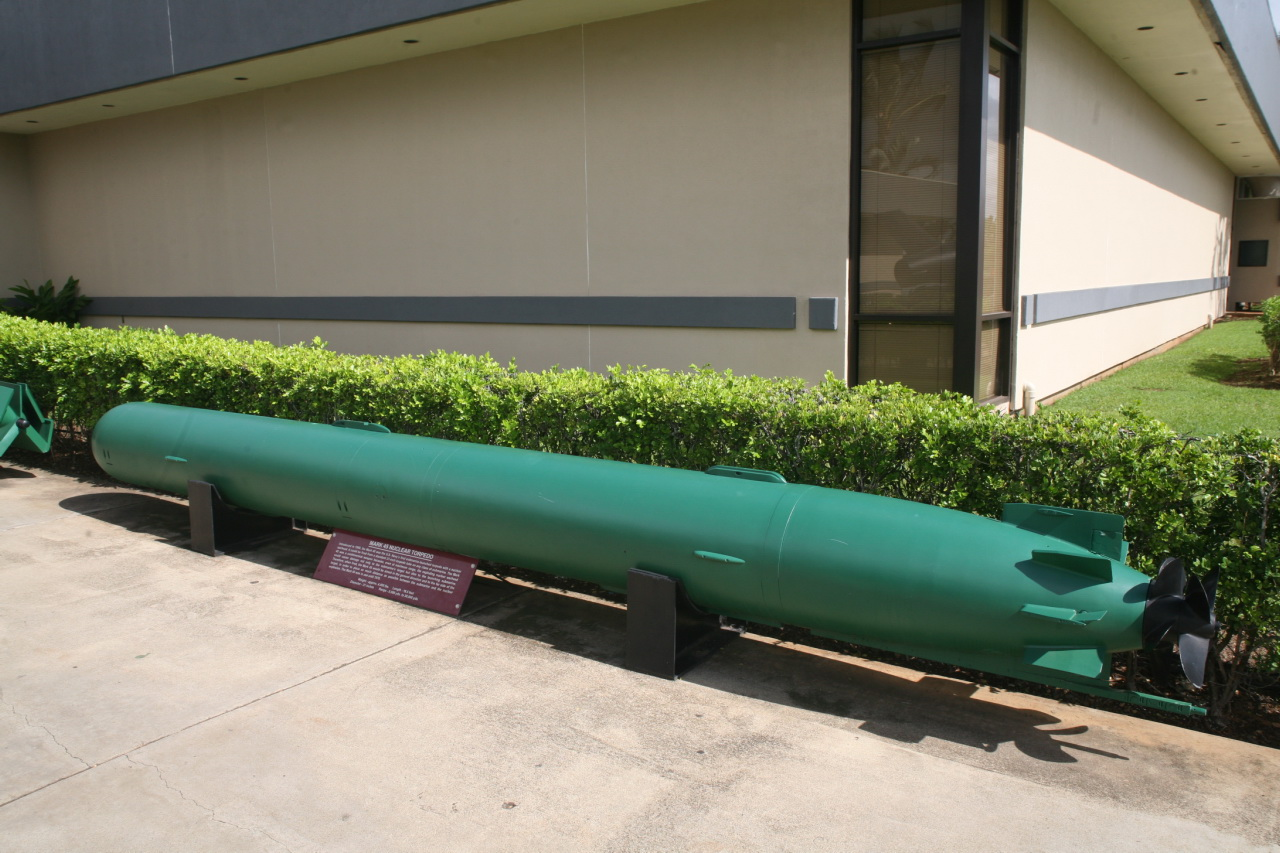
Mk45核魚雷

Mk45はアメリカ海軍が開発・運用した核魚雷。対潜兵器として潜水艦に搭載された。'anti-submarine torpedo'（対潜水艦魚雷）より略してASTORとも呼ばれた。
直径21インチ、重量4,000ポンドの電気推進魚雷であり、高速化する敵潜水艦に対応・捕捉するため、弾頭にはW34核弾頭（核出力11kt）を用いた。潜水艦攻撃にあたっては、有線誘導を用い、射程は4-11マイル。魚雷本体には誘導装置は付いておらず、目標の追跡および魚雷の制御・弾頭起爆については発射した潜水艦から有線制御により行なった。最大射程で発射したとしても、核弾頭の爆発により目標艦にとどまらず発射した艦艇自身も被害を被るという、物議をかもす兵器であった。このため、自艦から可能な限り遠くなるように目標艦の先で爆発するよう狙いをつけて発射することになっていた
1960年に開発が完了し1963年から部隊配備されている。1976年に通常弾頭型のMk48誘導魚雷が実用化されるとMk45は順次退役した。

## 要目
- 全長：18.5 フィート（564 cm）
- 直径：21 インチ（48.3 cm）
- 重量：4,000 ポンド（1,816 kg）
- 射程：8,000 - 20,000 ヤード（7.3 - 18 km）
- 弾頭：W34核弾頭（核出力11kt）